# 1008-й мотострелковый полк
1008-й мотострелковый полк (в/ч 29297) — тактическое формирование Сухопутных войск Российской Федерации. Находится в составе 6-й мотострелковой дивизии.

## История
1008-й мотострелковый полк создан в ходе мобилизации в России в 2022 году.
В марте 2024 года полк действовал в районе Клещиевки Бахмутского района Донецкой области.
В октябре 2024 года полк вёл боевые действия в районе Ступочек Донецкой области (южнее Часова Яра).
В январе 2025 года полк действовал в районе Клещиевки (юго-восточнее Часова Яра).